# Plataplochilus cabindae
Plataplochilus cabindae és una espècie de peix de la família dels pecílids i de l'ordre dels ciprinodontiformes.

## Morfologia
Els mascles poden assolir els 5 cm de longitud total.

## Distribució geogràfica
Es troba a Àfrica: Angola, República Democràtica del Congo i sud-oest de Gabon.